# Kristina Brandi
Kristina Marie Brandi (San Juan, 29 maart 1977) is een voormalig professioneel tennisspeelster uit Puerto Rico. Brandi begon met tennis toen zij vier jaar oud was. Haar favoriete ondergrond is hardcourt en gras. Zij speelt rechtshandig en heeft een tweehandige backhand. Zij was actief in het proftennis van medio 1995 tot in 2008.

## Loopbaan
Kristina Brandi werd getraind door haar vader, Joe Brandi, die zelf enige tijd actief was in het ATP-circuit en tevens van 1989 tot 1991 coach was van Pete Sampras. Broer Stephen Brandi is een professioneel skateboarder. Kristina Brandi schrijft graag en schrijft regelmatig een artikel op sportsillustrated.com (de sportwebsite van CNN) en op sportsline.com (de sportwebsite van CBS). Zij begon met tennissen toen zij haar eerste racket kreeg van de grondlegger van de Hopman Cup, Harry Hopman.
Brandi wist één WTA-toernooi te winnen in het enkelspel: in 1999 won zij het toernooi van Rosmalen, waarin zij de Belgische Dominique Van Roost uitschakelde in de kwartfinale. Verder stond zij tweemaal in een halve finale en zij won zestien titels in het ITF-circuit.
In 2004 vertegenwoordigde zij Puerto Rico op de Olympische spelen in Athene – zij bereikte er de tweede ronde.
In vijf achtereenvolgende jaren (2003–2007) nam Brandi deel aan het Fed Cup-team van Puerto Rico. In het enkelspel behaalde zij een winst/verlies-balans van 14–3. In 2005 maakte zij deel uit van het team dat de World Group II Play-offs bereikte, het beste resultaat van Puerto Rico ooit.
Haar beste resultaat op de grandslamtoernooien is het tweemaal bereiken van de vierde ronde: eerst op de Australian Open 2000, en vervolgens op Wimbledon 2000. Haar hoogste notering op de WTA-ranglijst is de 27e plaats, die zij bereikte in december 2000.

## Posities op deWTA-ranglijst
Positie per einde seizoen:
| jaar | rang enkelspel | rang dubbelspel |
| ---- | -------------- | --------------- |
| 1992 | 566            | –               |
| 1993 | 558            | –               |
| 1994 | 268            | 278             |
| 1995 | 191            | 507             |
| 1996 | 156            | 753             |
| 1997 | 78             | 470             |
| 1998 | 70             | 283             |
| 1999 | 55             | 420             |
| 2000 | 28             | 372             |
| 2001 | 81             | 372             |
| 2002 | 189            | 328             |
| 2003 | 78             | 362             |
| 2004 | 48             | 394             |
| 2005 | 87             | 438             |
| 2006 | 157            | 311             |
| 2007 | 198            | 810             |

## Palmares
| Legenda                |
| ---------------------- |
| Grandslamtoernooi      |
| Olympische Spelen      |
| Year-End Championships |
| Tier I                 |
| Tier II                |
| Tier III               |
| Tier IV & V            |

### WTA-finaleplaatsen enkelspel
| nr.              | finale     | toernooi     | ondergrond | tegenstandster | score         |         |
| ---------------- | ---------- | ------------ | ---------- | -------------- | ------------- | ------- |
| gewonnen finales |            |              |            |                |               |         |
| 1.               | 1999-06-19 | WTA Rosmalen | gras       | Silvija Talaja | 6-0, 3-6, 6-1 | details |
| verloren finales |            |              |            |                |               |         |
| geen             |            |              |            |                |               |         |

### WTA-finaleplaatsen dubbelspel
geen

## Resultaten grandslamtoernooien
| Legenda | Legenda                          |
| ------- | -------------------------------- |
| g.t.    | geen toernooi gehouden           |
| l.c.    | lagere categorie                 |
| –       | niet deelgenomen                 |
| G       | uitgeschakeld in de groepsfase   |
| 1R      | uitgeschakeld in de eerste ronde |
| 2R      | uitgeschakeld in de tweede ronde |
| 3R      | uitgeschakeld in de derde ronde  |
| 4R      | uitgeschakeld in de vierde ronde |
| KF      | uitgeschakeld in de kwartfinale  |
| HF      | uitgeschakeld in de halve finale |
| F       | de finale verloren               |
| W       | het toernooi gewonnen            |
| w-v     | winst/verlies-balans             |

### Enkelspel
| Toernooi        | 1996 | 1997 | 1998 | 1999 | 2000 | 2001 | 2002 |    | 2004 | 2005 | 2006 | 2007 | w-v |
| --------------- | ---- | ---- | ---- | ---- | ---- | ---- | ---- | -- | ---- | ---- | ---- | ---- | --- |
| Australian Open | –    | 3R   | 1R   | 2R   | 4R   | 1R   | 2R   | 2R | 1R   | 1R   | –    | 8-9  |     |
| Roland Garros   | –    | 1R   | 1R   | 1R   | 2R   | 1R   | 1R   | 1R | 2R   | 1R   | –    | 2-9  |     |
| Wimbledon       | –    | 2R   | 1R   | 1R   | 4R   | 2R   | 1R   | 2R | 2R   | 1R   | 1R   | 7-10 |     |
| US Open         | 2R   | 1R   | 1R   | 1R   | 2R   | –    | –    | 2R | 1R   | –    | –    | 3-7  |     |

### Vrouwendubbelspel
| Toernooi        | 1999 |    | 2005 | 2006 | w-v |
| --------------- | ---- | -- | ---- | ---- | --- |
| Australian Open | –    | –  | 2R   | 1-1  |     |
| Roland Garros   | –    | 1R | –    | 0-1  |     |
| Wimbledon       | –    | 1R | –    | 0-1  |     |
| US Open         | 1R   | 1R | –    | 0-2  |     |